# Asociación de Fútbol de Tailandia
La Asociación de Fútbol de Tailandia (FAT, en tailandés: สมาคมฟุตบอลแห่งประเทศไทย ในพระบรมราชูปถัมภ์) es el organismo rector del fútbol en Tailandia, con sede en Bangkok. Fue fundada en 1916, desde 1925 es miembro de la FIFA y desde 1957 de la AFC. Organiza el campeonato de Liga y de Copa de Tailandia, así como los partidos de la selección nacional en sus distintas categorías.

## Competiciones organizadas

### Competiciones de Liga
- Liga de Tailandia
- Liga 2 de Tailandia
- Liga 3 de Tailandia
- Liga 4 de Tailandia
- Liga Amateur de Tailandia

### Competiciones de copa
- Copa FA de Tailandia: un partido anual de clubes de fútbol en Tailandia.
- Copa de la Liga de Tailandia: un partido anual de clubes de fútbol en Tailandia.
- Copa de Campeones de Tailandia: un partido anual entre los campeones de la Liga de Tailandia y los campeones de la Copa FA de Tailandia o el subcampeón de la Liga de Tailandia.
- King's Cup: una competición internacional anual de fútbol para selecciones nacionales.